# Rosalva Luna
Rosalva Yazmín Luna Ruiz (née à Los Mochis, Sinaloa) est une modèle mexicaine lauréate du concours de beauté Nuestra Belleza México (Miss Mexique) 2003. Elle a représenté son pays lors de Miss Univers 2004, où elle finit dans le Top 15 des demi-finalistes.